# Гонкур, Жюль де
Жюль де Гонку́р (фр. Jules de Goncourt; 17 декабря 1830, Париж — 20 июня 1870, там же) — французский писатель, младший брат Эдмона де Гонкура.